# TransOceanic Wind Transport
TransOceanic Wind Transport (TOWT) ist eine französische Reederei, die Segelschiffe für den Seefrachttransport über den Atlantischen Ozean betreibt. Das Unternehmen wurde im Jahr 2011 in Brest von Diana Mesa und Guillaume Le Grand gegründet und hat seinen Hauptsitz seit 2020 in Le Havre.

## Geschäftsidee und Geschichte
Die Reederei TOWT wurde mit der Absicht gegründet, zur Dekarbonisierung des Seeverkehrs durch das Segeln mit Frachtseglern beizutragen. Für den Transport ihrer Produkte charterte die Firma zunächst verfügbare traditionelle Arbeitssegelboote. Zu Beginn der Geschäftstätigkeit wurden Waren ausschließlich mit alten Segelbooten in den Süden Englands und auch nach Portugal verschifft. Marken wie „Bio Coop“ nutzen diese Möglichkeit für ihren Einkauf von Olivenöl und Wein in Portugal. Die Konservenfabrik „Hénaff“ bezog so afrikanische Gewürze. Die beförderten Warenmengen beliefen sich zunächst auf nur etwa 120 bis 180 Tonnen, das Geschäftsmodell war jedoch ausreichend rentabel. Zwischen 2011 und 2022 wurden etwa sechzig Fahrten durchgeführt, bei denen etwa 1500 Tonnen transportiert wurden.

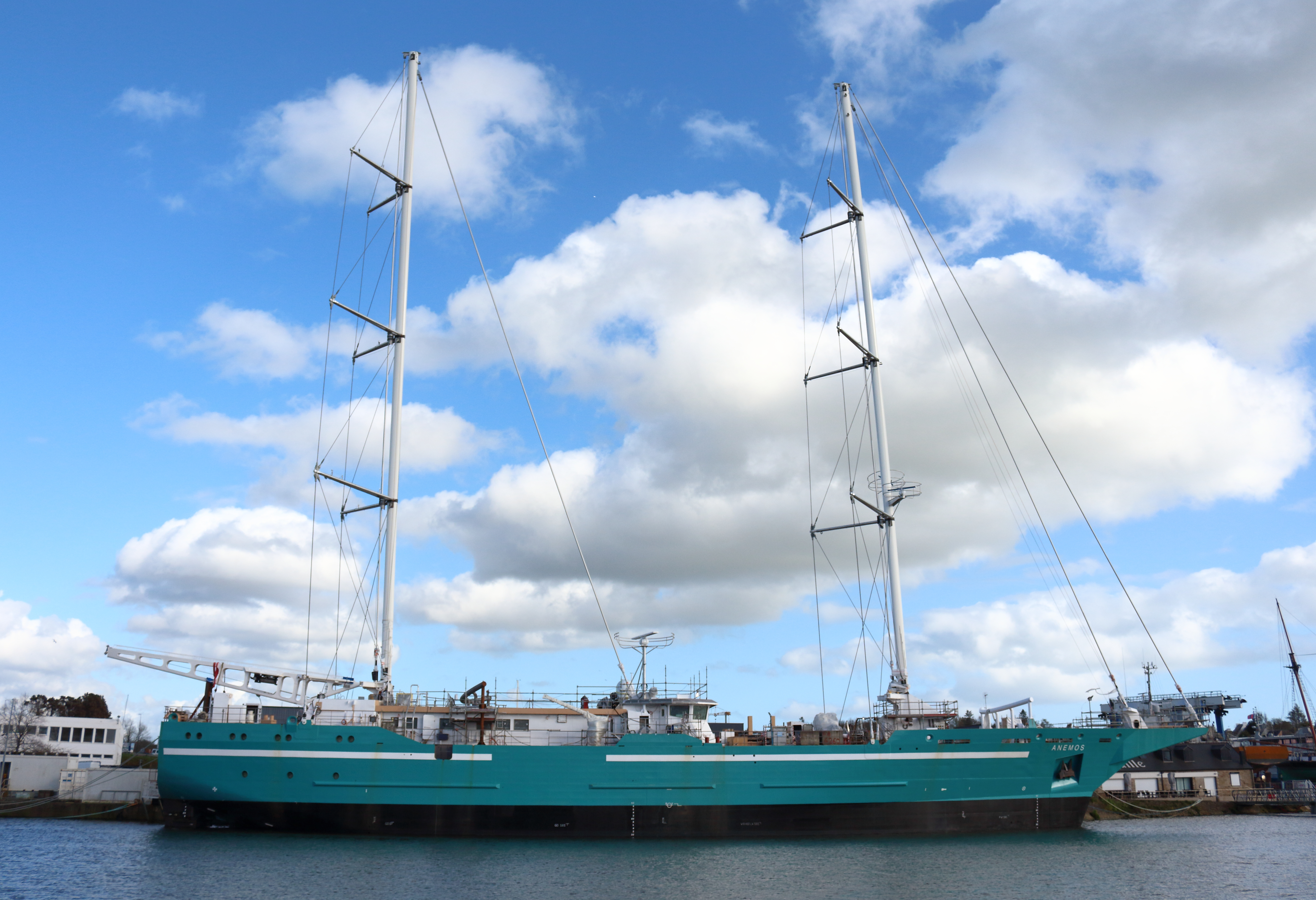
Modernes Frachtsegelschiff Anemos im Hafen von Concarneau, 2024

Le Grand plante ab 2020 den Bau eines Frachtseglers mit einer Kapazität von 700 Tonnen für das transatlantische Geschäft. Die aktuelle Flotte umfasst die beiden baugleichen, neuen Schiffe Anemos und Artemis (1000 t), ein drittes Schiff ist derzeit in Bau. Die gesamte Flotte von sechs Frachtseglern soll nach Firmenplanung bis 2027 zur Verfügung stehen.
TOWT transportiert aus wirtschaftlichen Gründen vornehmlich Fracht mit hohem Warenwert wie Kakao, Rum, Tee, Kaffee und Produkte von französischen  Cognac-Herstellern. Die Schiffe fahren transatlantische Routen sowie europäische Kabotageziele entlang der Küstenrouten von Hafen zu Hafen. Alle Schiffe befördern neben Fracht (1.090 Tonnen oder 1.050 Europaletten) auch Passagiere in 12 Passagier-Kabinen und Gesellschaftsräumen. Im Jahr 2024 erwirtschaftete das Unternehmen mit 18 gecharterten Frachtschiffen einen Gesamtumsatz von 1 Million Euro.

## Schiffe

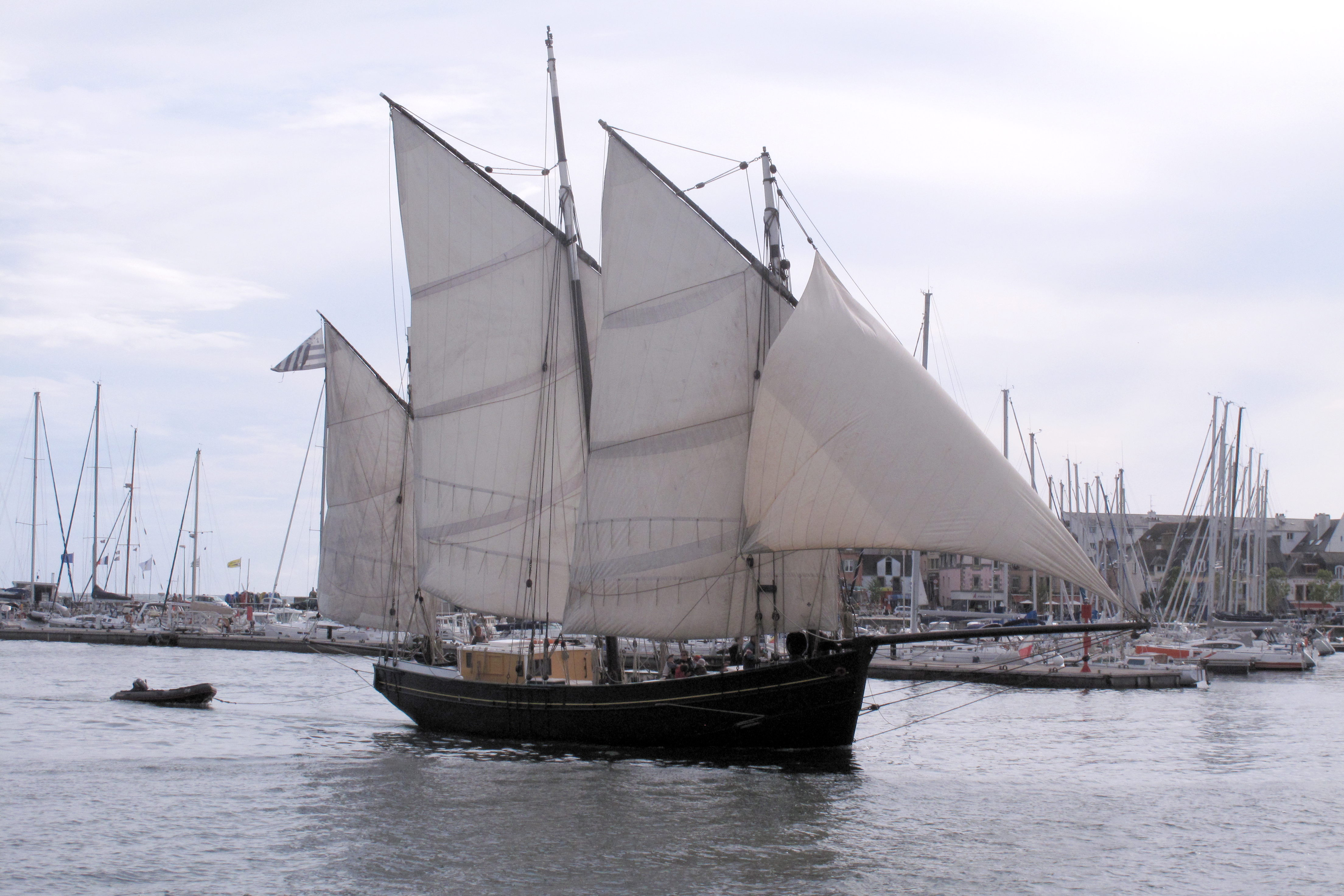
Logger Corentin, 2015

TOWT charterte zunächst alte Arbeitssegelboote von französischen, britischen, niederländischen und skandinavischen Eignern, darunter die Avontuur, De Gallant, Tres Hombres, Biche, Corentin, ND de Rumengol und Grayhound.
Im Jahr 2024 ließ das Unternehmen das 1.000-Tonnen-Segelschiff Anemos (deutsch Wind) als Typschiff der firmeneigenen Phenix-Klasse bauen. Es wurde von der Piriou-Werft im französischen Concarneau geliefert und im rumänischen Giurgiu ausgerüstet. Es hat eine Länge von rund 81 Metern (265 Fuß) und benötigt eine Mannschaft von sieben bis neun Mann - im Vergleich zur historischen, ähnlich großen Cutty Sark mit 48 Seeleuten. Es ist wie auch die weiteren Segelfrachtschiffe mit moderner Segeltechnologie ausgestattet und als 2-Mast-Schoner getakelt, um besser hoch am Wind (gegen die Hauptwindrichtung) segeln zu können. Die sieben Segel mit rund 3000 Quadratmetern Segelfläche werden mit einem mechanisierten System gesetzt und geborgen. Durch die effektive Nutzung der modernen Segeltechnologie soll der Bedarf an fossilen Brennstoffen in windschwachen Zeiten deutlich reduziert werden.

## Routen
Ausgehend von der Firmenzentrale Le Havre in Frankreich werden transatlantische Routen mit Zwischenstopps in Santa Marta (Kolumbien), São Sebastião do Caí (Brasilien), Pointe-à-Pitre (Guadeloupe), Puerto Barrios (Guatemala), New York (Vereinigte Staaten) und Quebec (Kanada) angelaufen. Die Destinationen werden von Le Havre unter Segeln in 17 bis 24 Tagen erreicht. Als Hafenliegezeit zum Warenumschlag kalkuliert TOWT 2,5 Tage.